# Fulvio Orsini
Fulvio Orsini, també conegut pel seu nom en llatí, Fulvius Ursinus (Roma, 11 de desembre de 1529 — Roma, 18 de maig de 1600), fou un humanista italià, filóleg, historiador, bibliòfil i bibliotecari.
És reconegut com un dels iniciadors en considerar la numismàtica i l'epigrafia com a dues ciències auxiliars de la història, essencials per a complementar els texts grecollatins.

## Biografia
Fulvio Orsini era fill natural d'un membre de la família Orsini, de la branca de Mugnano, possiblement de Gabriele Orsini, senyor de Cotarello (mort el 1550). Fou batejat amb el nom de Lucio Settimio. Visqué els primers anys amb els seus pares, residint a Roma i a Mugnano, gaudint d'una còmoda existència; i posteriorment, amb la separació dels pares, fou deixat amb sa mare, portant una vida de pobresa.
L'any 1539, amb nou anys, fou admès al clericat del capítol de la Basílica de Sant Joan del Laterà. La vivacitat i rapidesa del seu enginy el fan destacar dels seus companys, i Gentile Delfini, canonge de la basílica, erudit bibliòfil i antiquari, l'acull sota la seva protecció. Amb el pupil·latge de Delfini s'interessa per la literatura i per les restes materials de l'antiguitat clàssica; i segueix estudis a la universitat de Roma, on assoleix una excel·lent formació en grec i llatí.
En aquesta època de formació i estudis es relaciona amb altres erudits, com Annibal Caro, col·leccionista i numismàtic, Angelo Colocci, bisbe de Nocera, també col·leccionista, Benedetto Egio, hel·lenista, Guglielmo Sirleto, filòleg, teòleg i bibliotecari, Basilio Zanchi, poeta i lexicògraf, i molts altres com Giovanni Cesari, Scipioni Tetti, Viviano Brunori, Giordano Giordani, Antonio Possevino, Gabriele Faerno, i Latino Latini, relació que es mantindrà posteriorment.
L'any 1555 és una data fonamental per a Orsini, marca el final del seu període de formació i l'inici dels seus treballs d'investigació: És el moment de la seva primera participació literària impresa, els dístics liminars laudatoris que apareixen a l'edició de 1555 de la Biblioteca del Pseudo-Apol·lodor, preparada per Benedetto Egio. Participa en l'edició romana dels centons virgilians de Lelio Capilupi, portada a terme per Benedetto Egio i Giulio Rossi d'Orte. Canvia definitivament el seu prenom, de Lucio Settimio o Settimio, a Fulvio, com serà conegut en el món humanista. I obté un benefici a Sant Joan del Laterà.
Delfini mantenia una estreta relació amb la família Farnese. Així, després del descobriment en el Fòrum romà de fragments dels Fasti anuals o consulars en 1547, el cardenal Alexandre Farnese li encarrega la instal·lació de les troballes al Capitoli; i en 1553, Ranuccio Farnese, cardenal arxipreste de Sant Joan del Laterà, i germà d'Alexandre, el nomena vicari seu. Amb l'ajut de Delfini, Fulvio Orsini entra al servei de la família Farnese al voltant de 1557, que és quan acompanya al cardenal Alexandre Farnese a una visita a Parma i on actua en una missió delicada a prop de Pau IV i del cardenal Carafa, nebot seu. L'any següent, Fulvio ja figura com a familiar del cardenal Ranuccio Farnese, en qualitat de bibliotecari, antiquari i secretari seu. Aquesta posició al palau Farnese de Roma la mantindrà més enllà de la mort del cardenal Ranuccio (1565), amb el cardenal Alexandre, fins a l'any 1589, quan aquest mor; i amb el cardenal Odoardo Farnese, fins a la mort del mateix Fulvio, en 1600.

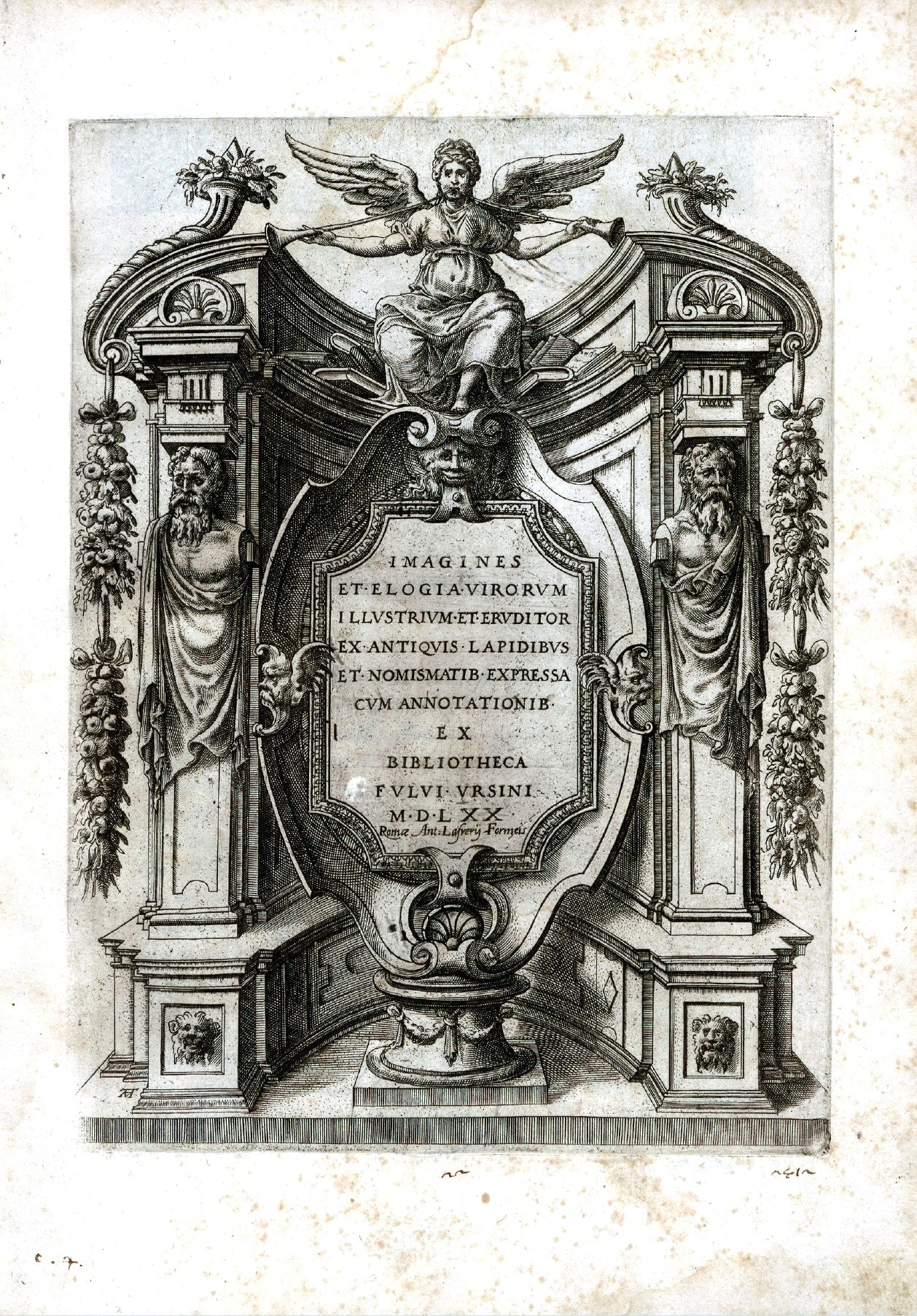
Portada de les Imagines et elogia virorum (1570)

Durant els primers deu anys al palau Farnese, Fulvio es dedica a l'estudi i ampliació de les col·leccions bibliogràfica i artística del palau, i les seves pròpies, com l'adquisició de les biblioteques de Colocci i Delfini; treballa en nombroses traduccions del grec i del llatí i en l'estudi de les restes materials de l'antiguitat, obra que roman inèdita; li és concedida en 1563 una canongia a Sant Joan del Laterà; i es relaciona amb nombrosos erudits, alguns ja coneguts des de feia anys, com Pietro Vettori, Antoni Agustí, Gabriele Faerno, Latino Latini, Basilio Zanchi, Carlo Sigonio, Pirro Ligorio, Onofrio Panvinio, Ottavio Pantagato, Martin de Smet, Steven Winand Pigge, Jean Matal o Paolo Giovio, tots interessats, com ell, en els testimonis materials i literaris de l'antiguitat. I des del servei amb Alexandre Farnese, també coneix i es relaciona amb altres cardenals, interessats per les lletres, l'antiguitat i els llibres: Guglielmo Sirleto, conegut d'abans, Antonio Carafa, Ascanio Colonna, Alessandro Peretti, Federico Borromeo o Antoine Perrenot de Granvelle, aquest últim també li serveix d'intermediari amb l'editor Christophe Plantin, per a publicar part de la seva obra.
En 1567 i 1568 publica les seves primeres obres, una sobre Virgili, on ofereix una innovadora explicació de l'autor llatí en comparació amb les seves fonts gregues, i una antologia de poesia grega feta per dones. Amb aquestes obres, Orsini es mostra com un hel·lenista respectuós amb les fonts i capaç d'utilitzar testimonis no literaris per a resoldre passatges complicats. En 1570 publica un estudi iconogràfic del món antic, utilitzant fonts literàries i fonts materials, com estàtues, monedes, joies i inscripcions epigràfiques; i una edició crítica de diversos fragments dels Comentaris de Juli Cèsar, basant-se en un còdex de la seva biblioteca. En 1577 publica un llibre sobre les famílies patrícies de la Roma republicana, que apareix en el mateix volum que un estudi semblant d'Antoni Agustí, i que significa el naixement de la moderna ciència numismàtica: l'estudi dels historiadors antics permet explicar la iconografia de les monedes romanes republicanes, que són utilitzades de forma sistemàtica amb un criteri genealògic.
Fulvio coneix El Greco en 1570, quan el cardenal Alexandre Farnese l'acull al seu palau de Roma, on viurà dos anys. En 1572 El Greco surt del palau, obri el seu propi taller, i es manté en encàrrecs poc importants fins a 1576, on mou a Espanya. Fulvio i El Greco mantindran una forta amistat, i això explica que en el catàleg de la seva col·lecció figuren set obres de El Greco, entre elles, El Mont Sinaí.
En la dècada dels 80 se centra en els estudis filològics. Així, en 1581 publica una edició crítica De verborum significatione de Sext Pompeu Fest, seguint les edicions fetes per Antoni Agustí i Joseph Juste Scaliger, però amb nombroses aportacions i amb una acurada atenció a l'aspecte material del text original, i que servirà de model per a posteriors edicions crítiques de texts antics. En aquest mateix any publica les 'Notes' a les obres completes de Ciceró, on es mostra molt meticulós quant a establir l'autoria de cada aportació. I en 1582 publica els llibres conservats de Polibi, amb l'ajut dels materials enviats pel seu amic Antoni Agustí.

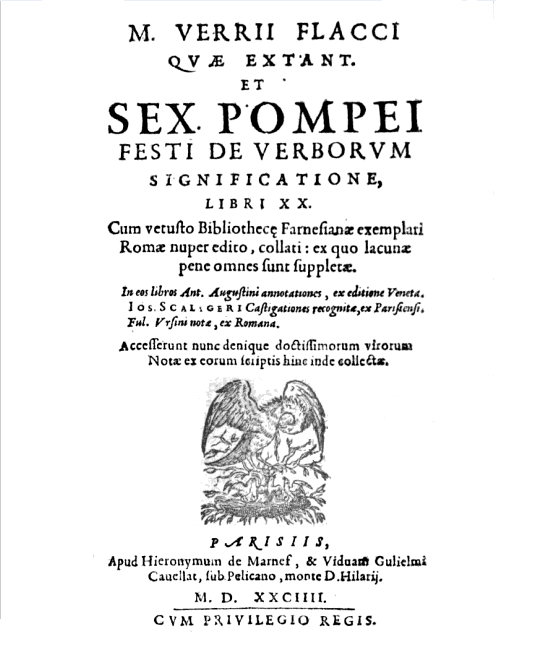
Portada de l'edició parisina de 1604 de l'obra De verborum significatione de Sext Pompeu Fest

A més de les retribucions com a clergue de Sant Joan del Laterà i com a bibliotecari dels Farnese, aconsegueix del papat, pel seu càrrec de corrector de grec en la Biblioteca Vaticana, des de 1581, una mesada de 10 ducats d'or; i per la seva participació en les diverses comissions per a la preparació de publicacions eclesiàstiques, diversos beneficis: en 1581 li són concedits 20 ducats de pensió sobre el bisbat d'Aversa, i en 1587, 200 escuts d'or sobre una abadia.
La tasca de corrector de grec, aconseguida per recomanació dels cardenals Granvelle i Carafa, li permet participar en els treballs de la comissió Pontifícia per a l'edició de texts sagrats, en la revisió de la traducció grega dels Decrets del Concili de Trento (1583), i en una nova edició de la Septuaginta (1587).
En 1583 publica en un sol volum una edició crítica de l'obra d'Arnobi el vell i de Marc Minuci Fèlix, dos llibres d'època romana en defensa del cristianisme, i unes àmplies notes acompanyant el llibre d'Antoni Agustí sobre les lleis i decrets del senat romà. En 1587 publica un recull de materials diversos referits a l'agricultura, incloent fragments de les Acta Fratrum Arvalium; i l'any següent, en memòria del seu amic Pedro Chacón, i a instàncies del cardenal Carafa, publica l'obra d'aquell, De Triclinio Romano, afegint de la seva mà una llarga dedicatòria al papa Sixt V i un Appendix que supera en extensió a la mateixa obra de Chacón. La darrera obra d'Orsini, publicada en 1595, segueix la mateixa tònica de les obres anteriors, amb l'edició corregida de la Fragmenta historicum collecta d'Antoni Agustí, i unes notes sobre obres d'història romana, on aquestes representen el 90% del total de la publicació, i que li va valer l'acusació injusta de plagi.
Fulvio Orsini fa testament el 21 de gener de 1600, mana fundar una capella a Sant Joan del Laterà, on desitja ésser enterrat, deixa la major part de la seva biblioteca a la Biblioteca Vaticana, i la resta de les seves col·leccions, al seu patró i pupil, el cardenal Odoardo Farnese, i deixa altres llegats a amics i a diversos membres de la família Delfini, a la qual considerava la seva veritable família. Poc després, a principis del mes de maig, sentint-se dèbil i veient apropar-se la mort, es trasllada al palau Delfini per a envoltar-se dels seus. Allí mor el 16 de maig de 1600, i fou enterrat al peu de la capella de Santa Magdalena, tal com havia deixat escrit.

## Obra

### Edicions crítiques
- Virgilius collatione scriptorum Graecorum illustratus (1567).[23]
- Carmina novem illustrium feminarum (1568).[24]
- C. Ivlii Caesaris commentarii, novis emendationibus illustrati, eivsdem librorvm, qvi desiderantur fragmenta (1570).[25]
- Sexti Pompei Festi De Verborum significatione fragmentum, ex vetustissimo exemplari bibliothecae Farnesianae descriptum. Schedae quae Festi fragmento detractae apud Pomponium Laetum extabant, ex bibliotheca Fulvi Ursini. Notae in Sexti Pompei Festi fragmentum, schedas et epitomam. (1581).[26]
- In omnia opera Ciceronis notae (1581).[27]
- Ek tōn Polybiou tou megalopolitou eklogai peri presbeiōn. Ex libris Polibii megalopolitani selecta De Legationibus et alia (1582).[28]
- Arnobii Disputationum adversus gentes libri septem M. Minucii Felicis Octavius,  (1583).[29]

### Història i ciències afins
- Imagines et elogia virorum illustrium et eruditor ex antiquis lapidibus et nomismatibus expressa (1570).[30]
- Familiae romanae quae reperiuntur in antiquis numismatibus ab urbe condita ad tempora Diui Augusti ex biblioteca Fului Vrsini, adiunctis familiis XXX ex libro Antonii Augustini (1577).[31]
- Notae ad M. Catonem, M. Varronem, L. Columellam de re rustica (1587).[32]
- Appendix al De Triclinio Romano de Pedro Chacón.[33]
- Fragmenta historicum collecta ab Antonio Augustino, emendata a Fulvio Ursino. Fulvi Ursini Notae ad Sallustium, Caesarem, Livium, Velleium, Tacitum, Suetonium, Spartiarum, et alios (1595).[34]